# Кінотеатр «Мир» (Луганськ)
Кінотеатр «Мир» (Луганськ) — мультиплекс у Східному кварталі Луганська, зали якого оснащені звуковим (Dolby Digital Surround EX) і кінопроєкційним обладнанням, а також встановлено 3D обладнання, яке було встановлено раніше, ніж в інших кінотеатрах міста.

## Історія
Кінотеатр працює з 1985 року, 2003-го тут була проведена суттєва реконструкція.

## Загальна характеристика
Кінотеатр «Мир» — один з популярних кінотеатрів Луганська. У кінотеатрі одночасно працює три кінозали: малий зал розрахований на 131 глядача, середній — на 154 і великий — на 312 осіб, які обладнані м'якими кріслами, системою об'ємного звуку DOLBY DIGITAL і проєкторами формату 3D. Цей формат звуку дозволяє відчути «звук навколо» завдяки 8-ми звуковим каналам. Також в приміщенні є зона відпочинку з кафе та більярдом. 3D формат відрізняється від 2D об'ємним зображенням, яке глядач бачить на плоскому екрані, використанням спеціального кіноустаткування для показу фільмів та окулярів для перегляду, а також способом зйомки фільмів.
До російської збройної агресії проти України у кінотеатрі «Мир» демонструвалося від 7 до 9 сеансів на день. Більшість фільмів в Україні виходить у прокат щочетверга, але для охочих потрапити на перегляд фільму раніше за всіх у кінотеатрі «Мир» були організовані нічні покази щосереди. У кінотеатрі «Мир» Луганська демонструвалися рекламні ролики, створені у форматі 3D. Перший сеанс у кінотеатрі починається близько 10:00 по буднях, а останній — близько 1:00 в ніч з середи на четвер.
Біля будівлі кінотеатру розташована стоянка для автомобілів. Проте, недоліками кінотеатру є відсутність гардероба та опалення в зимовий період. До окупації Луганська терористами ЛНР, вартість квитків коливалася від 20 до 70 грн, школярам і студентам надавалися знижки. Існувала послуга бронювання квитків.. Для активних відвідувачів кінотеатру діяли спеціальні акції: потрапити на перегляд фільму можна було безкоштовно.
2008 року «Мир» вважався найсучаснішим і найдорожчим з усіх кінотеатрів Луганська.
За словами мешканки Луганська, що прийшла до кінотеатру у вихідний день навесні 2018, «Мир» був напівтемним, буфет не працював, квитки в трьох віконцях кас продавала одна людина — адміністратор цього кінотеатру. На сеансі було вісім глядачів.

## Цікаве про кінотеатр
- Фільм Джеймса Кемерона «Аватар» був у прокаті кінотеатру найдовше — 2 місяці[джерело?].
- Відповідно до проведених досліджень, глядачі кінотеатру надають перевагу комедійним жанрам кіно[2].